# Smart Hashtag 3
Der Smart #3, auch Smart Hashtag 3, ist ein als SUV-Coupé vermarktetes Elektroauto von Smart. Er wurde wie schon der Smart #1 in einem Joint Venture zwischen der Mercedes-Benz-Gruppe und der Geely Holding entwickelt, wird im Gegensatz zum #1 aber in Changxing statt in Xi’an produziert. Die zum Geely-Konzern gehörenden Marken Zeekr und Volvo präsentierten im Februar 2023 bzw. Juni 2023 die technisch ähnlichen Zeekr X und Volvo EX30.

## Geschichte
Erste Informationen über das Fahrzeug veröffentlichte das chinesische Ministerium für Industrie und Informationstechnik im November 2022. Offiziell vorgestellt wurde es im April 2023 im Rahmen der Shanghai Auto Show. Die Europapremiere erfolgte im September 2023 auf der Internationalen Automobil-Ausstellung in München. Die ersten Fahrzeuge wurden im Juni 2023 in China ausgeliefert; der europäische Markt folgte Anfang 2024.

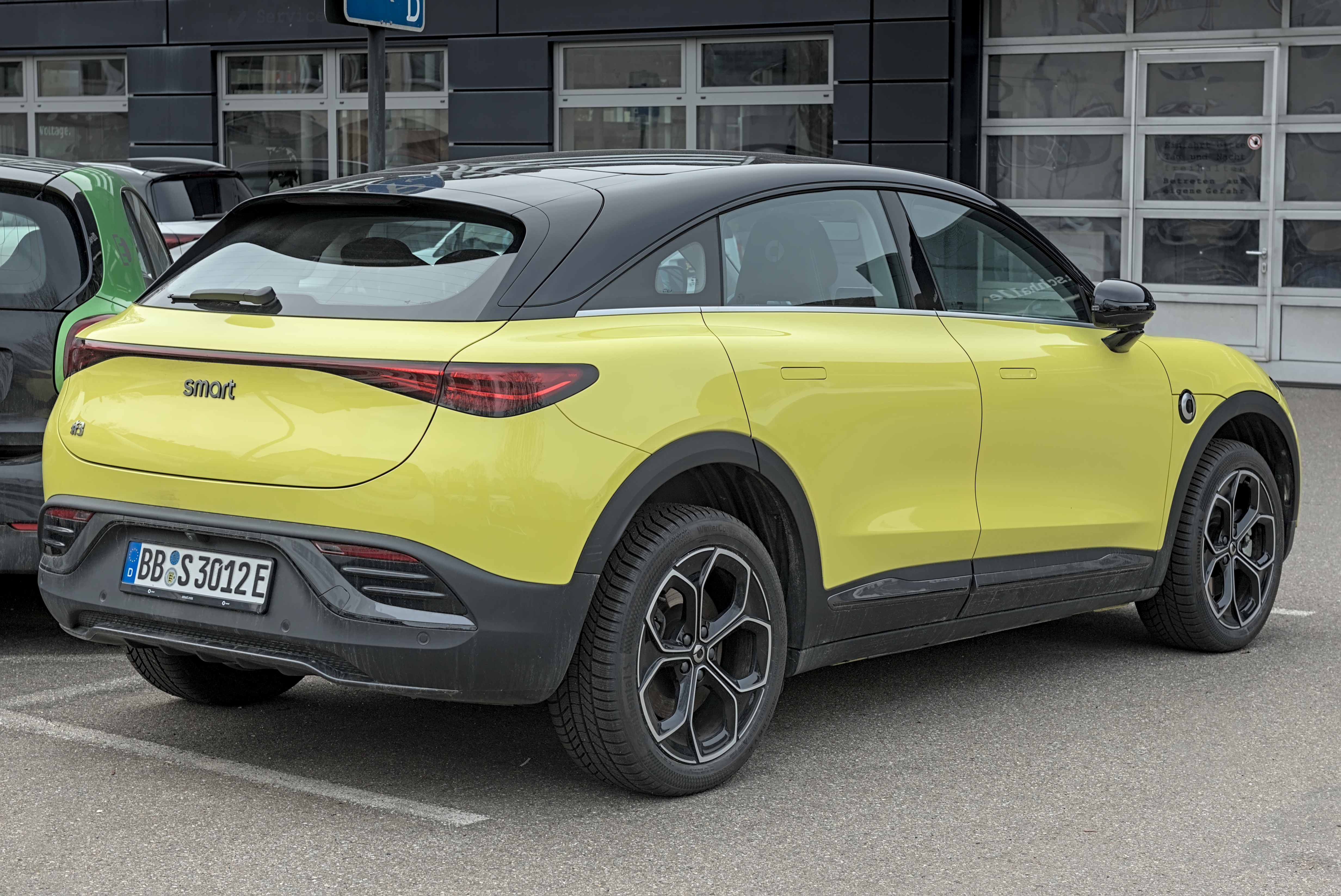
Heckansicht
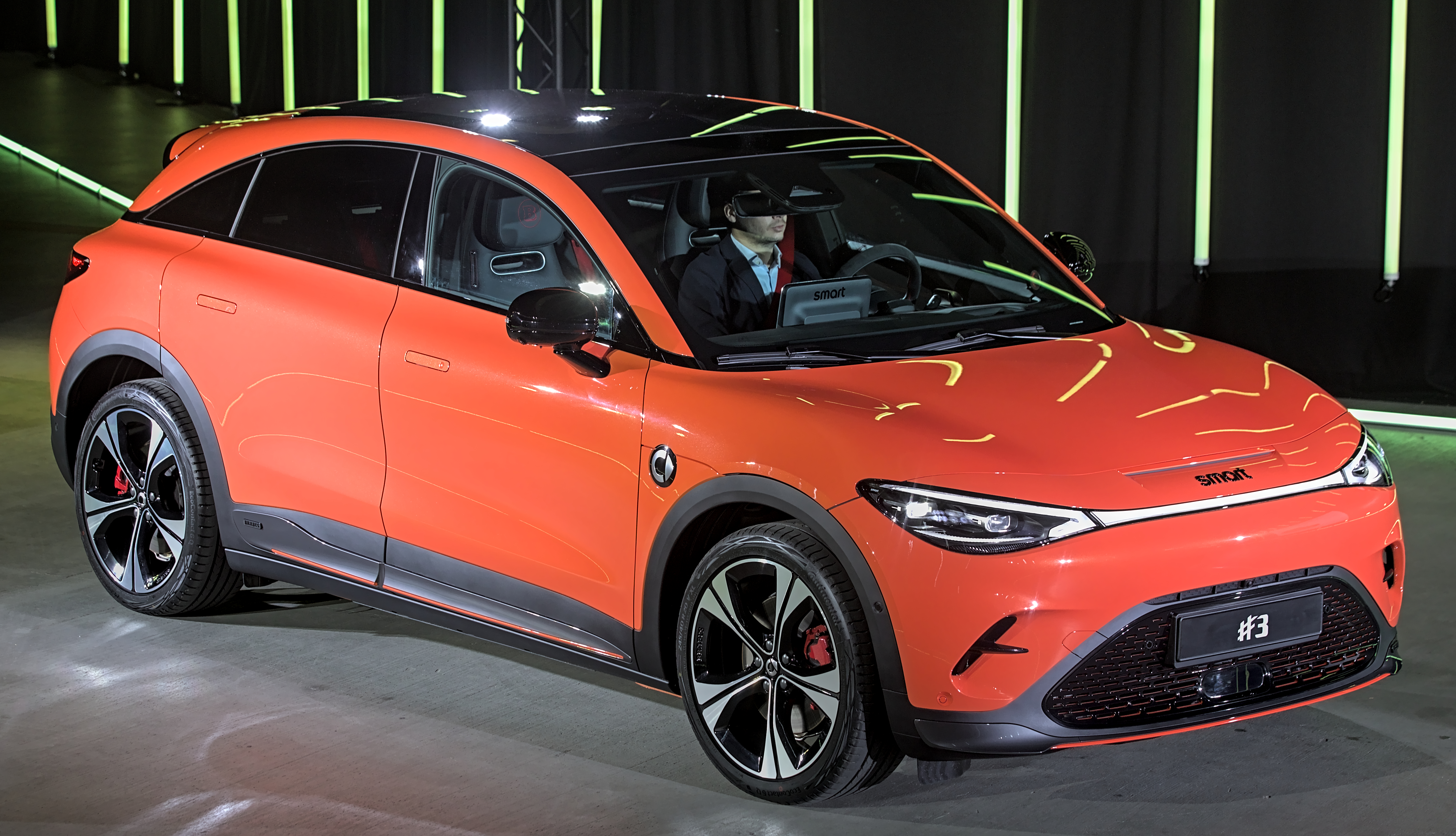
Smart #3 Brabus (seit 2023)
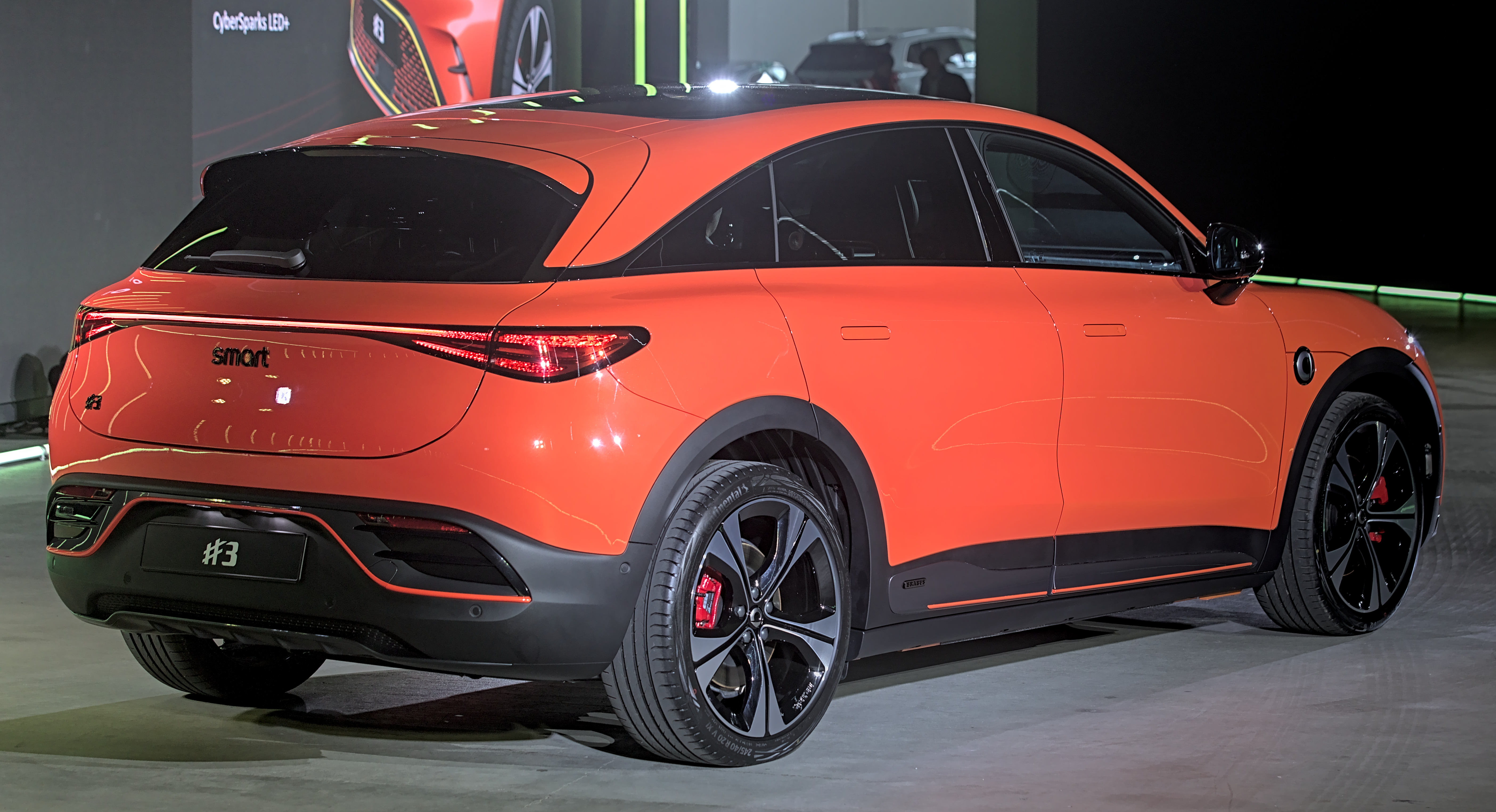
Heckansicht
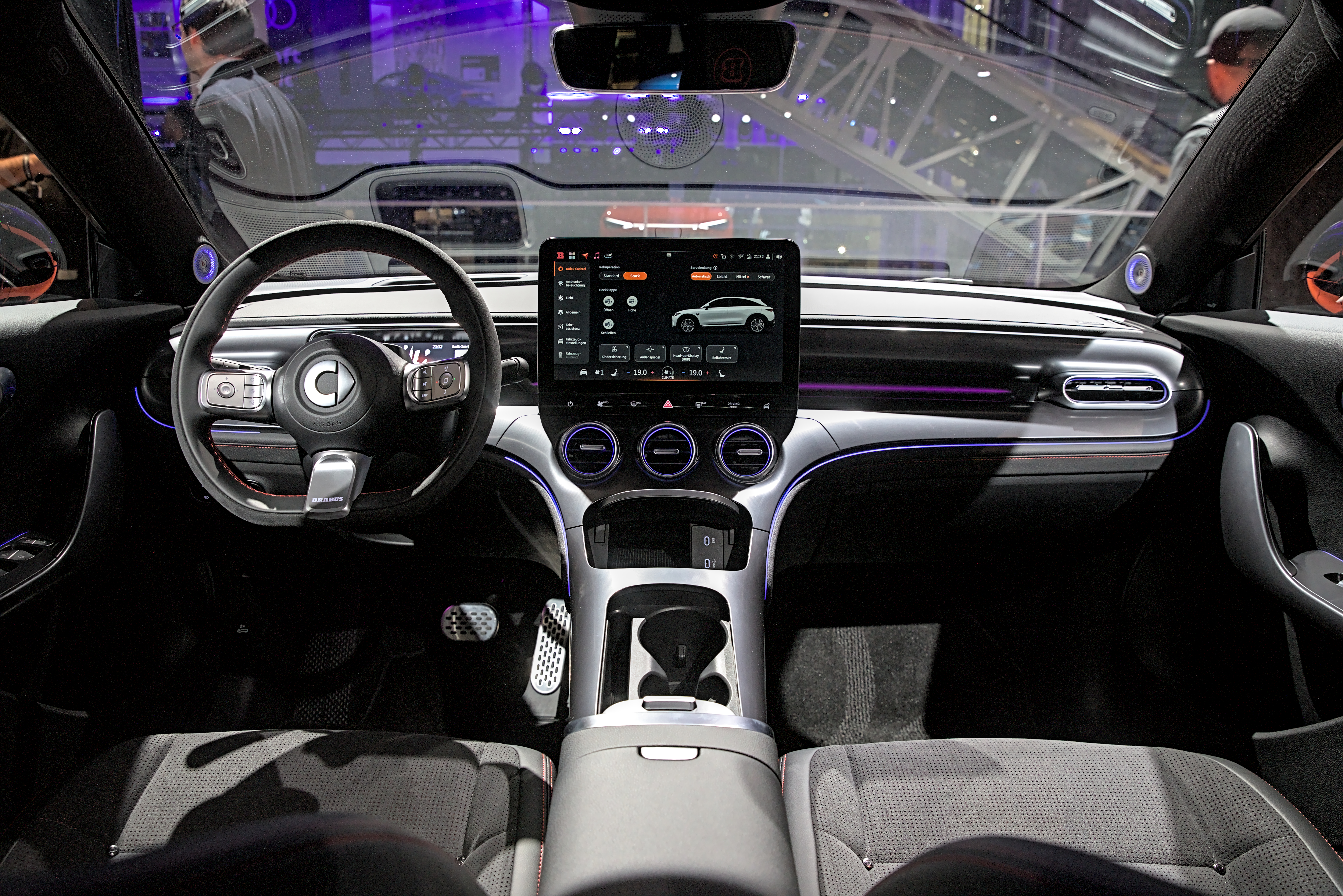
Innenansicht

## Sicherheit
Im Herbst 2023 wurde der Smart #3 vom Euro NCAP auf die Fahrzeugsicherheit getestet. Er erhielt fünf von fünf möglichen Sternen.

## Technik
Der #3 basiert auf der von Geely entwickelten Elektrofahrzeug-Plattform Sustainable Experience Architecture (SEA). Der Heckmotor leistet 200 kW (272 PS) und bietet ein Drehmoment von 343 Nm. Der zusätzliche Frontmotor, der im #3 einer Brabus-Version vorbehalten ist, leistet 115 kW (156 PS). Ein Nickel-Mangan-Cobalt-Akkumulator mit einem Energieinhalt von 66 kWh ermöglicht nach WLTP eine Reichweite von 415 bis 455 km. Die Wechselspannung-Ladeleistung des Onboard-Laders beträgt 22 kW. Gleichspannungs-Laden ist mit einer Leistung von bis zu 150 kW möglich, wodurch das Fahrzeug in weniger als 30 Minuten von 10 auf 80 % geladen werden kann. Etwas zeitversetzt wurde zudem ein Basismodell mit einem 49-kWh-Lithium-Eisenphosphat-Akkumulator und etwas schlechteren Ladeleistungen vorgestellt. Neben einem klassischen Kofferraum mit 370 Liter Stauraum hat der Smart #3, wie einige andere Elektroautomodelle auch, einen kleinen, 15 Liter fassenden vorderen Stauraum (sog. Frunk).

### Technische Daten
|                                                | #3                                      | #3                                      | #3 Brabus                               |
| ---------------------------------------------- | --------------------------------------- | --------------------------------------- | --------------------------------------- |
| Bauzeitraum                                    | seit 06/2023                            | seit 06/2023                            | seit 06/2023                            |
| Motorkenndaten                                 |                                         |                                         |                                         |
| Motortyp                                       | Elektromotor hinten                     | Elektromotor hinten                     | Elektromotor vorne und hinten           |
| Motorbauart                                    | permanentmagneterregte Synchronmaschine | permanentmagneterregte Synchronmaschine | permanentmagneterregte Synchronmaschine |
| max. Leistung                                  | 200 kW (272 PS)                         | 200 kW (272 PS)                         | 315 kW (428 PS)                         |
| max. Drehmoment                                | 343 Nm                                  | 343 Nm                                  | 543 Nm                                  |
| Kraftübertragung                               |                                         |                                         |                                         |
| Antrieb                                        | Hinterradantrieb                        | Hinterradantrieb                        | Allradantrieb                           |
| Getriebe                                       | Festes Übersetzungsverhältnis           | Festes Übersetzungsverhältnis           | Festes Übersetzungsverhältnis           |
| Antriebsbatterie                               |                                         |                                         |                                         |
| Zellchemie                                     | LFP                                     | NMC                                     | NMC                                     |
| Energieinhalt                                  | 49 kWh                                  | 66 kWh                                  | 66 kWh                                  |
| Messwerte                                      |                                         |                                         |                                         |
| Reichweite nach WLTP                           | 325 km                                  | 435–455 km                              | 415 km                                  |
| Energieverbrauch auf 100 km (WLTP, kombiniert) | 17,2 kWh                                | 16,3–16,8 kWh                           | 17,6 kWh                                |
| Beschleunigung, 0–100 km/h                     | 5,8 s                                   | 5,8 s                                   | 3,7 s                                   |
| Höchstgeschwindigkeit                          | 180 km/h                                | 180 km/h                                | 180 km/h                                |
| Max. Ladeleistung (AC)                         | 7,4 kW                                  | 22 kW                                   | 22 kW                                   |
| Max. Ladeleistung (DC)                         | 130 kW                                  | 150 kW                                  | 150 kW                                  |
| Leergewicht                                    | 1780 kg                                 | 1780–1810 kg                            | 1910 kg                                 |

## Zulassungszahlen in Deutschland
Seit dem Marktstart 2023 bis einschließlich Dezember 2024 wurden in Deutschland insgesamt 2.093 Smart #3 neu zugelassen. Mit 2.040 Einheiten war 2024 das erfolgreichste Verkaufsjahr.
|  |

|  |

|  |

|  |

|  |

|  |

|  |

|  |

|  |

|  |

|  |

|  |

|  |

|  |

|  |

|  |

|  |

|  |

|  |

|  |

|  |

|  |

|  |

|  |

|  |

|  |

|  |

|  |

|  |

|  |

|  |

|  |

|  |

|  |

|  |

|  |

|  |

|  |

|  |

|  |

|  |

|  |

|  |

|  |

|  |

|  |

|  |

|  |

|  |

|  |

|  |

|  |

|  |

|  |

|  |

|  |

|  |

|  |

|  |

|  |

|  |

|  |

|  |

|  |

|  | Hinterradantrieb (1.452) |

|  | Hinterradantrieb (1.452) |

|  | Allradantrieb (641) |

|  | Allradantrieb (641) |